# Alumínium-oxid
Az alumínium-oxid szervetlen alumíniumvegyület, összegképlete Al2O3. Az alumíniumgyártás köztes terméke (timföld), fehér színű por.

## Tulajdonságai
Vízben oldhatatlan, sűrűsége körülbelül 3,97 g/cm3. Tömör állapotban igen ellenálló. Hatszöges rendszerben kristályosodik. Kicsi a hőtágulása, a hőt jól, az elektromos áramot rosszul vezeti. A kristályos alumínium-oxid, a korund igen kemény: keménysége a Mohs-féle keménységi skálán 9 – ezzel a gyémánt után a legkeményebb természetes anyag. Amfoter jellegű, savakban és lúgokban egyaránt oldódik alumíniumsók és aluminátok képződése közben. Fluorral hevesen reagál, klórral és brómmal csak lassabban alakul halogénvegyületté. Szénnel csak magas hőmérsékleten hoz létre alumínium-karbidot. Magas hőmérsékleten a fémmagnézium alumíniummá redukálja, fém-oxidok hatására pedig aluminátokká alakulhat.

## Előfordulása
A természetben előfordul korund formájában. A korund kristályai színtelenek vagy sárgásak.
Drágakő változatai:
- rubin és
- zafír.

A rubint króm-oxid festi vörösre, a zafírt kobalt-oxid kékre. Alumínium-oxidból kálium-dikromát vagy kobalt-oxid hozzáadásával mesterséges rubint vagy zafírt is előállítanak. A smirgli olyan korund, amelyet vas-oxid színez szürkére.

## Előállítása
Előállítható alumínium égetésével, illetve alumínium-hidroxid magas hőmérsékletre hevítésével.
{\displaystyle \mathrm {4\ Al+3\ O_{2}\rightarrow 2\ Al_{2}O_{3}} \,\!}
{\displaystyle \mathrm {2\ Al(OH)_{3}\rightarrow Al_{2}O_{3}+3\ H_{2}O} \,\!}
Az alumínium-hidroxid hevítésekor először 300 °C-on előbb AlO(OH), majd köbös rácsú gamma-Al2O3 keletkezik, amely 1000 °C feletti hőmérsékletre izzítva a hexagonális alfa-Al2O3-dá alakul át. Az izzított, tehát alfa-Al2O3 savakban és lúgokban is oldhatatlan. Az alfa-módosulat a természetben is előfordul, ásványtani neve: korund.
A timföld az alumíniumgyártás köztes terméke, amelyet a bauxit kilúgozásával állítanak elő. Az eljárás közben keletkező hulladék a vörösiszap (angolul: Red mud, újabban bauxite residue).

## Felhasználása
- tűzálló tégelyek
- tűzálló csövek
- szigetelőanyagok[1]
- kerámiaipar
- gyógyszeripar: Gyomorsav közömbösítésére, enyhe székrekedést okozhat.
- kromatográfia
- adszorpciós analízis
- gyújtógyertyák

A VIII. Magyar Gyógyszerkönyvben Aluminii oxidum hydricum    néven hivatalos.  